# Alfredo Rugeles
Alfredo Rugeles Asuaje (13 de diciembre de 1949) es un director de orquesta y compositor de música académica venezolano. Es director artístico de la Orquesta Sinfónica Simón Bolívar, ha dedicado gran parte de su carrera a la difusión de la música latinoamericana contemporánea. Es el director artístico, desde 1991, del Festival Latinoamericano de Música de Caracas.

## Carrera
Rugeles nació en Washington D. C. donde sus padres cumplían con el servicio diplomático. Entre 1958 y 1976 realizó estudios de teoría y solfeo, armonía, historia y estética de la música, piano, guitarra, canto, dirección coral y composición, en la Escuela de Música Juan Manuel Olivares de Caracas. Durante este periodo tuvo como profesores, entre otros, a Adda Elena de Sauce, Juan Bautista Plaza, Luis Felipe Ramón y Rivera, Ángel Sauce, Eduardo Plaza, Gerty Haas, Guiomar Narváez, Mariela Valladares, Antonio Lauro, Flaminia de Sola, Carmen Teresa de Hurtado, Fedora Alemán, Alberto Grau, Yannis Ioannidis, donde obtuvo, en 1977, su título de profesor ejecutante de canto (Cátedra de Fedora Alemán).
Paralelamente, en 1971 y hasta 1972, estudió en la cátedra de dirección orquestal, coral y de cámara con los profesores: Gonzalo Castellanos, Antonio Estévez, Abraham Abreu, Modesta Bor, Eric Colón, José Clemente Laya, entre otros. En 1976 se diplomó en dirección coral en la Cátedra de Alberto Grau-Fundación Schola Cantorum de Caracas-CONAC.
Desde 1968 a 1976 fue subdirector, tenor y guitarrista de La Schola Cantorum de Caracas.
Rugeles realizó estudios de composición desde 1970 a 1976, Técnicas de Composición del Siglo XX, con el maestro greco-venezolano Yannis Ioannidis en la Escuela de Música Juan Manuel Olivares de Caracas. En 1975 y 1976 asiste por primera vez como participante a los cursos latinoamericanos de música contemporánea celebrados en Uruguay y Argentina, respectivamente a los que regresaría en 1982 como profesor.
En el año 1976 se trasladóa Alemania, con una Bolsa de Trabajo del Consejo Nacional de la Cultura (CONAC) y realizó estudios de composición y live electronics con Günther Becker, dirección de orquesta con Wolfgang Trommer y piano con Christian de Bruyn, en el Instituto Robert Schumann de Düsseldorf, A (Staatliche Hochschule für Musik Rheinland), donde obtiene los diplomas de composición en 1979 y de dirección de orquesta en 1981.
En 1977 y 1978 participó de los cursos internacionales de dirección de orquesta dictados por Sergiu Celibidache en Tréveris, Alemania y en el curso internacional de dirección orquestal con Michel Tabachnik en Hilversum, Holanda en 1979. Así mismo en el curso de dirección orquestal con Franco Ferrara en Roma, Italia en 1981. En 1978 y 1980 fue miembro del taller de composición durante los cursos de verano de nueva música en Darmstadt, en calidad de becario y actividad como director.
Fue director asociado de la Orquesta Sinfónica Municipal de Caracas entre 1982 y 1984. En 1984 es nombrado director artístico de dicha orquesta, cargo que ejerció hasta 1987.
En 1987 y hasta 1990 fue director Musical del Teatro Teresa Carreño.
Entre 1987 y 1997 tuvo a su cargo una tutoría en Composición Contemporánea y hasta 2009 la Cátedra de Técnicas de Dirección Orquestal en el Instituto Universitario de Estudios Musicales (IUDEM).
En diciembre de 1990 fue designado por el Consejo Interamericano de Música (CIDEM) de la Organización de Estados Americanos, Director del Circuito Sinfónico Latinoamericano “Simón Bolívar”. Desde esta posición tiene a su cargo la organización y Dirección Artística del Festival Latinoamericano de Música. En noviembre de 1993 fue elegido, durante los World Music Days celebrados en México, Miembro del Comité Ejecutivo de la Sociedad Internacional de Música Contemporánea, ISCM. En 1995 en la Asamblea General en Essen, Alemania, es reelecto en sus funciones.
En 1996 participó, como profesor invitado por la Comisión de Estudios de Postgrado de la Facultad de Humanidades y Educación de la Universidad Central de Venezuela, en la Maestría en Musicología Latinoamericana con la Cátedra: El Pensamiento Musical en América Latina en el Siglo XX. 
En julio del 2001 gana por concurso la posición de Profesor de Dirección Orquestal de la Maestría en Música de la Universidad Simón Bolívar, donde ejerce la docencia.
Desde 1991 es Director Artístico de la Orquesta Sinfónica Simón Bolívar.

## Catálogo de obras
- Pequeña Suite para Piano solo. 1972-73
- Mutaciones para Noneto u Orquesta de Cuerdas. 1974
- Polución para Cuarteto de Violín, Viola, Violoncello y Piano. 1975
- La Guitarra para Coro mixto a Cappella, con poesía de Manuel Felipe Rugeles. 1976
- Canto a la Paz para Coro mixto a Cappella, con poesía de Manuel Felipe Rugeles. 1976
- Inventio para Clarinete solo. 1976
- Inventio, versión para Violoncello solo. 1983-2003
- Puntos y Líneas para Conjunto Instrumental de 15 Solistas. 1977
- Thingsphonia Música Electroacústica. 1978
- Somosnueve para Grupo de Cámara. 1978/79
- Camino entre lo sutil e inerrante para Orquesta. 1979
- El Ocaso del Héroe para Recitador, Coro mixto y Orquesta de Cámara, con poesía de Manuel Felipe Rugeles. 1982
- Tanguitis para Piano solo. 1984
- Sinfonola para Orquesta de Cámara. 1988
- Hace veinte años (Homenaje a Los Beatles). 1988
- Oración para clamar por los oprimidos. 1989
- Lady Aoi. Música Incidental Electrónica compuesta para la obra de Yukio Mishima. 1990
- Juglares del Video. 1991
- Hiroshima. 1993
- 27 de Febrero. 1993
- Judenatru. 1996
- Tanguitis. Versión para flauta y guitarra. 1998
- Hablan las Estrellas. 2000
- Sal-Cita. Para Piano solo. 2003

## Premios y reconocimientos
- 1979: Premio Nacional de Composición por su obra “Somosnueve”[6]
- 1985: Premio Municipal de Música por su obra “Tanguitis”[6]
- 2013: Orden Chevalier des Arts et des Lettres por el gobierno de Francia.[7]